# 紀伊半島
紀伊半島（きいはんとう、英: Kii Peninsula）は、本州中央部から南側の太平洋に突き出る、日本最大の半島である。「紀伊」という名称は、「山がちで木が多く自然豊か」なことからついた呼称の「木」の国が、「紀伊」の国の二字になったとされる。

## 地理

### 紀伊半島の範囲
半島の範囲に明確な境界線は存在しない。海岸線が南北方向から東西方向に変わり、東西の付け根の大都市である名古屋・大阪を幾何学的に直線で結んだ場合（概ね庄内川の河口と淀川の河口を結ぶ線に相当）、愛知県西部（名古屋市南西部・飛島村・弥富市・蟹江町）・三重県（いなべ市北部と桑名市北部除く）・奈良県・和歌山県・大阪府中部以南（大阪市・東大阪市以南）の一帯（滋賀県南部や京都府南部の一部も含める説あり）となるが、概ね紀ノ川と櫛田川を結ぶ中央構造線以北はそれぞれ中京大都市圏・京阪神大都市圏の一部として扱われることが多く、交通網も発達し広大な平野を有するため半島の特徴に乏しく、紀伊半島と呼ぶことは少ない。半島振興法では、中央構造線以南の三重県の松阪市以南の南勢・志摩・東紀州地域・奈良県の五條・吉野地域・和歌山県の全域（中核都市である和歌山市を除く）が「紀伊地域」と指定されている。また、紀伊半島三県知事会は三重県・奈良県・和歌山県の3県の知事で構成されている。

### 地形
太平洋に面し、西側は大阪湾・紀伊水道（瀬戸内海）を挟んで淡路島と四国に向かい、東側には熊野灘・伊勢湾（太平洋（フィリピン海））が広がる。北西部に大阪平野、生駒山地、北部に奈良盆地、上野盆地、笠置山地、北東部に伊勢平野、濃尾平野の一部、布引山地、西部に和歌山平野、和泉山脈、金剛山地を有し、東部には志摩半島が付属する。中部以南の大部分は紀伊山地に属する外帯山地で、大台ヶ原、大峰山など最高域は奈良県にあるが、和歌山県、三重県側にも険しい山が多く、海岸にはほとんど平野部がない。
植生は常緑広葉樹林が多く、林業などが行われており、高野龍神国定公園、吉野熊野国立公園などがある。複雑な海岸線は、リアス式海岸と呼ばれるもので、天然の良港を持つ。

## 気候
中南部沿岸が冬が温暖な南海型の太平洋側気候、北西部沿岸が一年を通して降水が少ない瀬戸内式気候、北東部沿岸が冬は寒さがあまり厳しくなく雨や雪が少ない東海・関東型の太平洋側気候、内陸部・山間部は寒暖の差が激しい内陸性気候（高野山など中部の山地では冬は雪も多い）で、特に南東部の熊野灘に沿った地域は、日本で最も年間降水量が多い。
夏から秋にかけては台風が多く襲来するため、日本有数の台風銀座として有名な地域であり、特に伊勢湾台風や平成23年台風第12号では大きな被害をもたらした。
| 尾鷲特別地域気象観測所（尾鷲市南陽町、標高15m）の気候   | 尾鷲特別地域気象観測所（尾鷲市南陽町、標高15m）の気候 | 尾鷲特別地域気象観測所（尾鷲市南陽町、標高15m）の気候 | 尾鷲特別地域気象観測所（尾鷲市南陽町、標高15m）の気候 | 尾鷲特別地域気象観測所（尾鷲市南陽町、標高15m）の気候 | 尾鷲特別地域気象観測所（尾鷲市南陽町、標高15m）の気候 | 尾鷲特別地域気象観測所（尾鷲市南陽町、標高15m）の気候 | 尾鷲特別地域気象観測所（尾鷲市南陽町、標高15m）の気候 | 尾鷲特別地域気象観測所（尾鷲市南陽町、標高15m）の気候 | 尾鷲特別地域気象観測所（尾鷲市南陽町、標高15m）の気候 | 尾鷲特別地域気象観測所（尾鷲市南陽町、標高15m）の気候 | 尾鷲特別地域気象観測所（尾鷲市南陽町、標高15m）の気候 | 尾鷲特別地域気象観測所（尾鷲市南陽町、標高15m）の気候 | 尾鷲特別地域気象観測所（尾鷲市南陽町、標高15m）の気候 |
| 月                                                      | 1月                                                   | 2月                                                   | 3月                                                   | 4月                                                   | 5月                                                   | 6月                                                   | 7月                                                   | 8月                                                   | 9月                                                   | 10月                                                  | 11月                                                  | 12月                                                  | 年                                                    |
| ------------------------------------------------------- | ----------------------------------------------------- | ----------------------------------------------------- | ----------------------------------------------------- | ----------------------------------------------------- | ----------------------------------------------------- | ----------------------------------------------------- | ----------------------------------------------------- | ----------------------------------------------------- | ----------------------------------------------------- | ----------------------------------------------------- | ----------------------------------------------------- | ----------------------------------------------------- | ----------------------------------------------------- |
| 最高気温記録 °C （°F）                                  | 22.4 (72.3)                                           | 27.1 (80.8)                                           | 26.5 (79.7)                                           | 30.3 (86.5)                                           | 33.1 (91.6)                                           | 37.3 (99.1)                                           | 38.6 (101.5)                                          | 38.4 (101.1)                                          | 36.6 (97.9)                                           | 31.4 (88.5)                                           | 29.8 (85.6)                                           | 25.6 (78.1)                                           | 38.6 (101.5)                                          |
| 平均最高気温 °C （°F）                                  | 11.5 (52.7)                                           | 12.4 (54.3)                                           | 15.4 (59.7)                                           | 19.7 (67.5)                                           | 23.2 (73.8)                                           | 25.7 (78.3)                                           | 29.6 (85.3)                                           | 30.9 (87.6)                                           | 27.9 (82.2)                                           | 23.4 (74.1)                                           | 18.8 (65.8)                                           | 14.0 (57.2)                                           | 21.1 (70)                                             |
| 日平均気温 °C （°F）                                    | 6.5 (43.7)                                            | 7.2 (45)                                              | 10.3 (50.5)                                           | 14.7 (58.5)                                           | 18.7 (65.7)                                           | 21.9 (71.4)                                           | 25.8 (78.4)                                           | 26.8 (80.2)                                           | 23.8 (74.8)                                           | 18.8 (65.8)                                           | 13.7 (56.7)                                           | 8.8 (47.8)                                            | 16.4 (61.5)                                           |
| 平均最低気温 °C （°F）                                  | 2.0 (35.6)                                            | 2.3 (36.1)                                            | 5.3 (41.5)                                            | 9.9 (49.8)                                            | 14.4 (57.9)                                           | 18.6 (65.5)                                           | 22.7 (72.9)                                           | 23.5 (74.3)                                           | 20.4 (68.7)                                           | 14.9 (58.8)                                           | 9.1 (48.4)                                            | 4.2 (39.6)                                            | 12.3 (54.1)                                           |
| 最低気温記録 °C （°F）                                  | −6.9 (19.6)                                           | −6.2 (20.8)                                           | −5.0 (23)                                             | −1.9 (28.6)                                           | 2.8 (37)                                              | 8.6 (47.5)                                            | 13.8 (56.8)                                           | 12.6 (54.7)                                           | 9.4 (48.9)                                            | 3.7 (38.7)                                            | −1.3 (29.7)                                           | −4.6 (23.7)                                           | −6.9 (19.6)                                           |
| 降水量 mm （inch）                                      | 106.0 (4.173)                                         | 118.8 (4.677)                                         | 233.8 (9.205)                                         | 295.4 (11.63)                                         | 360.5 (14.193)                                        | 436.6 (17.189)                                        | 405.2 (15.953)                                        | 427.3 (16.823)                                        | 745.7 (29.358)                                        | 507.6 (19.984)                                        | 211.5 (8.327)                                         | 121.3 (4.776)                                         | 3,969.6 (156.283)                                     |
| 平均降水日数 （≥0.5 mm）                                | 6.3                                                   | 7.1                                                   | 10.7                                                  | 10.7                                                  | 12.3                                                  | 15.6                                                  | 14.4                                                  | 13.2                                                  | 15.1                                                  | 12.9                                                  | 8.1                                                   | 6.5                                                   | 132.9                                                 |
| % 湿度                                                  | 60                                                    | 61                                                    | 63                                                    | 68                                                    | 74                                                    | 81                                                    | 82                                                    | 80                                                    | 80                                                    | 76                                                    | 71                                                    | 64                                                    | 72                                                    |
| 平均月間日照時間                                        | 179.8                                                 | 170.5                                                 | 192.9                                                 | 191.0                                                 | 181.7                                                 | 124.2                                                 | 158.6                                                 | 178.4                                                 | 130.5                                                 | 136.3                                                 | 152.6                                                 | 174.5                                                 | 1,965.9                                               |
| 出典：気象庁 (平均値：1991年-2020年、極値：1938年-現在) |                                                       |                                                       |                                                       |                                                       |                                                       |                                                       |                                                       |                                                       |                                                       |                                                       |                                                       |                                                       |                                                       |

## 地質
紀ノ川北岸沿いに中央構造線が走り、中央構造線の南側に沿うように仏像構造線が走っている。地質的には、中央構造線以北は領家帯、仏像構造線以北は三波川帯、秩父帯、黒瀬川帯、仏像構造線以南は四万十帯からなる。四万十帯は中央構造線以南の大部分を占め、付加体であり北部ほど古く、北部が中生層、南部が第三紀層に属する。三重県松阪市飯高町月出の月出の中央構造線は、日本国の天然記念物に指定された大規模な中央構造線の露頭である。和歌山県の白崎海岸には古生代末期の石灰岩層があるが、これは中生層に取り込まれたものであることが判明している。
なお、この地域の地質には火山の要素がほとんどなく、実際に火山は存在しない。他方、歴史の古い温泉がいくつも見られる。

## 生物的自然
本州最南端を含み、全体が南に突き出したこの地域は、本州でも特に温暖な地域であるが、同時に山が多く、複雑な地形と、降水量の多さも相まって、極めて豊富な生物相を持つ。この地域を分布の北限とするもの、あるいは南限とするものも多いが、主要分布域から離れてこの地域に隔離分布するものも数多い。また固有種や、いわゆるソハヤキ要素と呼ばれる、この地域と四国、九州だけに分布する、という型も見られる。

### 植生
植生に関しては、暖帯域にあり、低地はほぼ照葉樹林である。海岸からある程度の内陸までは、スダジイ、コジイ、アラカシなどが優占する森林が見られることが多いが、これらの極相はタブ林であるとも言われる。内陸部ではカシ類の優占する森林となり、北部ではシラカシ、南部ではウラジロガシ、ツクバネガシなどが出現する。林床や谷間にはシダ植物の種数が多く、多様性が高い。これらの森林は標高1000m位まで伸び、上部ではアカガシが多くなる。また、モミ、ツガを交えることも多く、一部地域ではトガサワラが混じる。
標高1000m程度からブナやミズナラが出現し始め、落葉樹林となる。特に和歌山県の大塔山の山頂域のそれは、本州最南端のブナ林といわれる。
和歌山市出身で、後に田辺町（現在の田辺市）に約40年居住した南方熊楠は、粘菌をはじめとしたこの地域の豊かな植生に注目し、膨大な収集標本を残した。これは現在でも研究の対象となっている。

### 植物相
固有種や固有亜種は多く、往々にしてキシュウ・キイ・キノクニ・クマノなどの語を関した名前をつけられている。有名な採集地として高野山や那智滝近辺・大台ヶ原などもあり、これらの語を名に持つ種もまた多い。
- 紀伊半島にちなむ名を持つもの
  - キイセンニンソウ・キノクニスズカケ・キイシモツケ・クマノミズキ・キイハナネコノメ・キシュウギク(ホソバノギクの別名)・キノクニシオギク・クマノギク・キシュウナキリスゲ・キノクニスゲ・キシュウスズメノヒエ・キイイトラッキョウ・キイジョウロウホトトギス・キイムヨウラン・キシュウチドリ(ヒナチドリの別名)・クマノザクラ・

### 動物相

#### ほ乳類
- 紀州犬
- ニホンオオカミは絶滅したと思われるが、この地域は最後まで生きのびた地域の一つである。極めて特異なのがワカヤマヤチネズミで、この類は日本に3種（亜種とも）あるが、いずれも局地的で、あとの二つは亜寒帯に属し、氷河期の遺存種と見られている。この種のみが大きくかけ離れて、しかもそう標高の高くない地域に産し、これは紀伊半島に見られる特異な分布の一つの典型である。

## 交通
地形的に、急峻な山岳が大部分を占めるため、交通の便は良くない。紀南地方に霊場として著名な熊野本宮大社があるため、古くから徒歩および船便が発達していたが、それらが使われなくなった後、それに代替する交通機関に乏しい。いわゆる熊野古道は山間尾根部を縦走しているが、現在的な交通手段ではこれらは利用しがたい。
現在の主要な幹線は海岸線沿いを通るもので、山間部では交通路の発達が悪い。内陸に入る道は、各河川沿いに入るものが多い。中部では中央構造線沿い運行通が発達し、その北ではやや山が少ないため、コースの自由度は高くなる。

### 鉄道網
鉄道網については紀伊半島を海岸沿いに縦断する旧国鉄の紀勢本線がある。紀勢本線は新宮駅（新宮市）を境に西側がJR西日本、東側がJR東海のエリアとなっている。JRグループ（旧国鉄）の路線では名古屋駅（名古屋市）からJR難波駅（大阪市）までの内陸部で関西本線、関西本線に接続する亀山駅から和歌山市駅（和歌山市）までの海岸部で紀勢本線という2つの幹線が建設された。これに接続する参宮線・阪和線・大阪環状線・おおさか東線・関西空港線・桜井線・和歌山線・名松線、さらに第三セクターの伊勢鉄道に転換した伊勢線などがある。
大阪や名古屋の近郊区間では普通・快速列車が比較的高頻度に運転される。紀勢本線では新宮以西で直流電化が行われ大阪方面への特急「くろしお」が運行される（阪和線経由）。紀伊勝浦駅（那智勝浦町）以東では非電化区間を経由して名古屋方面へ特急「ワイドビュー南紀」（伊勢鉄道・関西本線経由）が運行されている。
特に中央構造線以南では一部の海岸沿いの地域を除くと人口希薄地帯が広がり、厳しい山岳地形にも阻まれている。鉄道網は発達せず、特に十津川村などの奈良県南部は広大な鉄道空白地帯となっている。
かつて国鉄五新線の建設計画があった。五条 - 城戸（旧西吉野村、現在は五條市）間の路盤建設工事は完成していた。昭和30年代から1970年（昭和45年）までの高度経済成長期以降、モータリーゼーションの進行や昭和50年代の国鉄の財政悪化などから工事は城戸で打ち切られた。完成区間も沿線人口や輸送量が少ないことからレールの敷設や列車の運転は行われず、代わりに鉄道用路盤の上にバスが運転されるようになった。一方、関西本線は特に亀山－加茂（京都府木津川市）が非電化のまま残される状態にあるが、同線に沿って中央新幹線の建設計画が進められており、建設主体のJR東海はリニアモーターカー方式を想定し、計画では名古屋市－大阪市間の開業を2045年としている。将来は当地の事情が大きく変動する可能性がある。
又、概ね中央構造線以北では、大阪近郊～内陸部～名古屋近郊にかけて近畿日本鉄道（近鉄）、大阪市から和歌山市までの大阪湾岸で南海電鉄の2つの大手民鉄会社が路線網を拡げ、近郊輸送や観光輸送などを行っている。近鉄は名古屋－大阪の都市間輸送でも特急などが活用されている。両社に接続する形で阪堺電気軌道・泉北高速鉄道・水間鉄道・伊賀鉄道（近鉄から分離された子会社）などが営業しており、大阪市高速電気軌道（Osaka Metro）の一部も大阪市内の他、堺市内・東大阪市内・八尾市内や奈良県内に足を伸ばしている。

### 道路網
道路網については紀伊半島沿岸部の高速道路網が全通していない状況である。主な高速道路に阪和自動車道、近畿自動車道、伊勢自動車道、新名神高速道路、紀勢自動車道、伊勢湾岸自動車道、東名阪自動車道、名阪国道、西名阪自動車道、堺泉北道路、阪神高速の環状線・湾岸線・淀川左岸線・堺線・松原線・大阪港線・東大阪線・西大阪線・大和川線、第二阪奈道路、関西空港自動車道、南阪奈道路、京奈和自動車道、名古屋高速道路の環状線・万場線などである。三重県北部や奈良県北部を経由して名古屋と大阪を結ぶ高速道路は既に完成し、工場誘致などの産業開発が進められているが、三重・和歌山両県を縦断する海岸沿いの路線の建設はいまだ継続しており、一部では新直轄方式の導入も決まっている。全線完成へむけて事業継続中である。

### 航空路
航空路では、北西部沖の大阪湾上には日本国内および海外からの西日本の玄関口である完全24時間営業空港の関西国際空港があり、和歌山市内へのアクセスも配慮されている。南西部には南紀白浜空港があり、東京の羽田空港との間で、日本航空の定期便が毎日運行されている。なお南紀白浜空港開港前の1960年代（昭和35年から昭和38年頃）には水上飛行機（飛行艇）を使用した航空路線が存在し、日東航空が名古屋 - 志摩 - 串本 - 白浜 - 大阪および名古屋 - 勝浦 - 大阪（臨時便）を結ぶ「紀伊半島一周路線」を、中日本航空が名古屋 - 志摩 - 串本線を運航していた（名古屋・大阪以外は海上に発着）が1964年までに廃止された。　

### 港湾
港湾は伊勢湾や大阪湾で特に整備され、阪神港(大阪港、堺泉北港など）、和歌山港、和歌山下津港や三重県の四日市港、名古屋港は特定重要港湾に指定されて阪神工業地帯、四日市コンビナート等の化学工業地域の基盤となっている他、鳥羽港では伊勢湾の対岸になる渥美半島へ、和歌山港では紀伊水道の対岸になる徳島港へのフェリーが運航されている。一方、海岸沿いの各地域を巡る航路は紀勢本線の延長により廃止され、現在は志摩半島沿岸の離島との間で小規模な渡船が残る程度である。

## 観光地
古代ヤマト王権が紀伊半島北中部を本拠地としたため、古代ヤマト王権と密接に関わって来た神社や、日本の建国神話に関する人物を祭る神社が集中する。
主な神社仏閣（関連語、関連人物）

### 中央構造線以北
- 熱田神宮（三種の神器）
- 春日大社
- 東大寺（聖武天皇）
- 橿原神宮（神武天皇）
- 住吉大社

### 中央構造線沿い
- 伊勢神宮（三種の神器）
- 伊雑宮
- 日前神宮・國懸神宮（日像鏡・日矛鏡）
- 高野山
- 淡嶋神社
- 紀州東照宮
- 紀三井寺

### 中央構造線以南
- 熊野三山（八咫烏、神武天皇）
- 花の窟神社
- 滝原宮
- 玉置神社
- 闘鶏神社

他方、古くからの温泉がいくつもあり、それらは熊野古道などとも関連が深い。また、白浜町は本州で一番南の温暖な地域として、昭和期には新婚旅行の名所でもあった。伊勢志摩地方は伊勢神宮に絡んでやはり重要な観光地であり、現在も多くの観光施設が集中している。

### 主な温泉
- 三重県…浜島温泉・古里温泉・湯ノ口温泉など
- 奈良県…洞川温泉・十津川温泉など

- 和歌山県…加太淡嶋温泉・白浜温泉・龍神温泉・湯の峰温泉・川湯温泉・南紀勝浦温泉など

### 主な景勝地
- 夫婦岩（伊勢市）
- 英虞湾（志摩市）
- 大台ヶ原（大台町・上北山村）
- 魚飛渓（紀北町）
- 楯ヶ崎・鬼ヶ城・獅子岩（熊野市）
- 引作の大クス（御浜町）
- 丸山千枚田（熊野市）
- 瀞峡（熊野市・新宮市・十津川村）
- 浮島の森（新宮市）
- 那智滝（那智勝浦町）
- 橋杭岩（串本町）

- 潮岬(串本町・本州最南端)
- 三段壁・千畳敷・円月島（白浜町）
- 日の岬（日高町）
- 白崎海洋公園（由良町）

### 主な海水浴場
- 御座白浜海水浴場（志摩市）
- 錦向井ヶ浜（大紀町）
- 和具の浜海水浴場（紀北町）
- 三木里海水浴場（尾鷲市）
- 新鹿海水浴場（熊野市）
- 那智の浜海水浴場（那智勝浦町）
- 橋杭海水浴場（串本町）
- すさみ海水浴場（すさみ町）
- 白良浜海水浴場（白浜町）
- 西広海水浴場（広川町）
- 片男波海水浴場（和歌山市）